# Celestinov odpustek
Celestinov odpustek (Perdonanza Celestiniana) je odpustek, ki ga je podelil stolnici S. Maria di Collemaggio v italijanskem mestu v Abrucih L'Aquila sveti Celestin V..

## Češčenje in listina
Ljudstvo ga je že za časa njegovega asketskega življenja, posebno pa še po smrti, imelo za svetega moža. 5. maja 1313 ga je v lyonski stolnici razglasil za svetnika Klemen V.. 
Papež Frančišek je 5. julija 2014 obiskal italijansko deželo Molise, kakor tudi škofijo Isernia-Venafro. Ob tej priložnosti je razglasil začetek jubilejnega Celestinovega leta, ki naj zaznamuje osemstoletnico rojstva svetega Petra Moronskega, papeža Celestina V. Ta je skupaj s svetimi mučenci Nikadrom, Mrcijanom in Darijo sozavetnik škofije in mesta Isernia. Papež Frančišek je Isernio obiskal 720 let po izvolitvi Petra za papeža – in odprl Celestinovo leto. Škofljani v tem vidijo velik dar Božje previdnosti; verniki bodo ob tej priložnosti lahko prejeli tudi popolni odpustek. Jubilejno Celestinovo leto bo končano 5. julija 2015.
Obstaja tudi posebno gibanje, ki ima za cilj razširjanje mirovnega Celestinovega sporočila, ki temelji na vesti, upanju, duhu odpuščanja; oblasti ne gleda kot prednost, ampak kot služenje. Na ta način se poraja versko-kulturno-naravni turizem ob Celestinovi poti. Ocenjujejo in ohranjajo resnične vrednote, ki jih je označila svetnikova navzočnost na muzejski način; to pomaga k oživljanju antične krščanske omike, ki je sijala iz Maielle v srednjo Italijo in drugod po svetu.
Papež Celestin je delil privilegije in pravice z odprto roko; tako je tudi cerkev S. Maria di Collemaggio prejela nenavaden privilegij z omenjeno listino, ki je bil vsakoleten. Bila je sicer navada, da so papeži podelili ob obletnici svojega kronanja odpustek, ki je vseboval popolno odpuščanje krivd in kazni po kesanju in spovedi. Ta privilegij in vse druge je preklical Bonifacij VIII., kar pa je povzročilo vrsto tovrstnih ponaredkov. Bonifacij je uničil vse, kar je njegov prednik napravil – bulo so zato v Akvili toliko bolj skrbno čuvali in jo tudi ohranili do današnjega časa. Kljub temu se je nedvomno navdihoval pri svojem predniku, ko je uvedel odpustek za jubilejno leto 1300.